# Jessica Landström
Jessica Landström (* 12. Dezember 1984 in Nacka) ist eine schwedische Fußballspielerin. Die Offensivspielerin debütierte 2007 in der schwedischen Nationalmannschaft. Von 2010 bis 2012 spielte sie in der deutschen Frauen-Bundesliga beim 1. FFC Frankfurt. Zuletzt spielte sie 2013 bei Göteborg FC.

## Karriere
Landström begann mit dem Fußballspielen bei Lira Luleå BK. Über die Jugend von Vallentuna BK und Täby FF kam die Mittelfeldspielerin und Stürmerin 2001 zu Djurgården Damfotboll in die Damallsvenskan. Mit dem Klub gewann sie 2003 und 2004 den schwedischen Meistertitel sowie 2004 den schwedischen Landespokal.

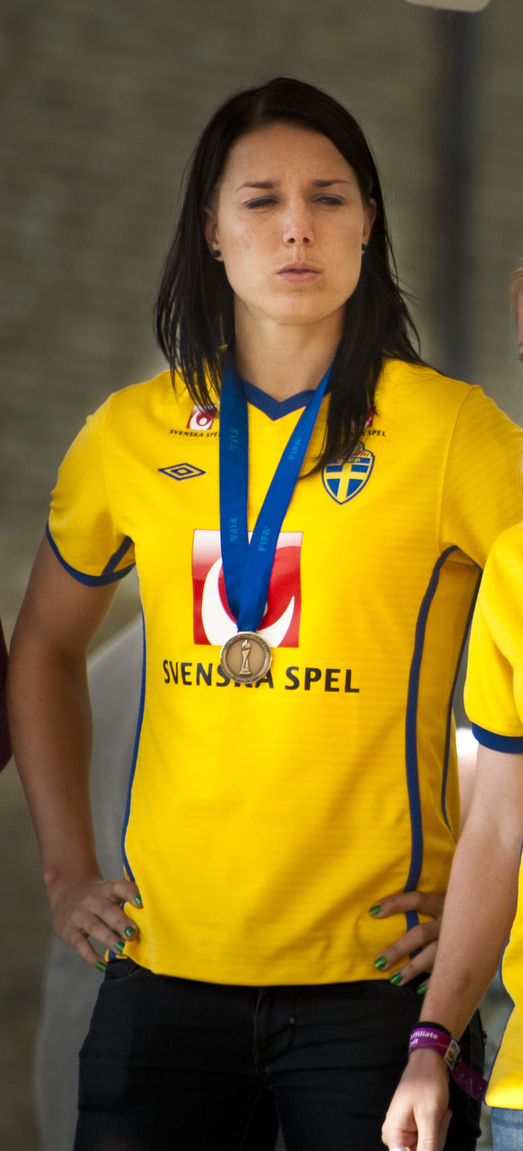
Landström mit ihrer Bronzemedaille der WM 2011

2005 wechselte Landström innerhalb der Liga zu Hammarby IF. Bei ihrem neuen Klub überzeugte sie durch gute Leistungen und wurde im Herbst 2007 von Thomas Dennerby erstmals in die A-Nationalmannschaft berufen. Ihr Debüt am 8. November des Jahres gegen die dänische Nationalmannschaft krönte sie mit einem Torerfolg. Kurze Zeit später gab sie ihren Wechsel zu Linköpings FC bekannt. Bei ihrem neuen Klub etablierte sie sich als regelmäßige Torschützin. Daraufhin nominierte Dennerby sie für den Kader der schwedischen Landesauswahl für die Olympischen Spiele 2008. Mit ihrem Klub zog Landström ins Pokalfinale ein, das durch ein Tor von Josefine Öqvist mit einem 1:0-Erfolg nach Verlängerung gegen den Meister Umeå IK gewonnen wurde. In der Neuauflage des Spiels anlässlich des Supercupen zu Beginn des folgenden Jahres erzielte Landström den spielentscheidenden Treffer zum 1:0-Erfolg.
Im November 2009 wechselte sie in die amerikanische Profiliga Women’s Professional Soccer zum Sky Blue FC, den sie jedoch nach kurzer Zeit wieder verließ und zum 1. FFC Frankfurt wechselte, mit dem sie 2011 deutscher Vizemeister wurde und den DFB-Pokal gewann. Am 3. April 2012 gab sie ihren Weggang aus Frankfurt zum Ende der Saison 2011/2012 bekannt und unterschrieb noch am selben Tag bei Djurgårdens IF.
2012 erreichte sie mit dem 1. FFC Frankfurt den 3. Platz in der Frauen-Bundesliga. Außerdem wurden das Finale des DFB-Pokals und der UEFA Women’s Champions League erreicht. Im DFB-Pokal unterlag man gegen den FC Bayern München mit 0:2, im Champions-League-Finale verlor man ebenfalls mit 0:2 gegen den französischen Titelverteidiger Olympique Lyon.
Für die WM 2011 wurde sie zusammen mit ihrer Vereinskameradin Sara Thunebro nominiert. Im ersten Spiel der Schwedinnen bei der WM gegen Kolumbien erzielte sie den 1:0-Siegtreffer für Schweden und wurde als Spielerin des Spiels ausgezeichnet. Am 16. Juli 2011 gewann sie mit der Mannschaft das Spiel um Platz 3 beim 2:1-Sieg über Frankreich. Insgesamt kam sie jedoch lediglich auf drei Einsätze.
Landströms letztes Turnier war der Algarve-Cup 2012, bei dem sie in drei von vier Spielen zum Einsatz kam und gegen Island ihr letztes Tor erzielte. Danach kam sie in der Vorbereitung für die Olympischen Spiele 2012 noch auf drei Einsätze, der letzte und 64. ihrer Karriere am 20. Juni gegen Japan, wurde aber für den schwedischen Kader bei den Spielen nur als Ersatzspielerin auf Abruf gestellt. Fünf Tage vor dem Turnier hatte sie am 20. Juli gegen das Vereinigte Königreich letztmals bei einem Länderspiel auf der Bank gesessen.

## Erfolge
- Weltmeisterschaft: Dritter Platz 2011
- Schwedische Meisterin: 2003, 2004, 2009
- Schwedische Pokalsiegerin: 2004, 2008, 2009
- Supercupen: 2009, 2013
- Deutsche Pokalsiegerin: 2011
- UEFA Women’s Champions League: Finalistin 2012
- Durchbruch des Jahres in Schweden: 2008[1]